# Steeres pitta
Steeres pitta (Pitta steerii) is een vogelsoort uit de familie van pitta's (Pittidae). Deze vogel is genoemd naar zijn ontdekker, de Amerikaanse zoöloog Joseph Beal Steere.

## Beschrijving
Steeres pitta is 18 tot 19,5 cm lang. De vogel heeft een zwarte kop, met een witte keel. Deze pitta is net als de kappitta overwegend groen met een blauwe stuit en schoudervlek. Van onder is de vogel blauwachtig wit met op de buik een zwarte vlek die overgaat in scharlakenrood verenkleed op de onderbuik en de onderstaartdekveren. Onvolwassen dieren zijn minder opvallend gekleurd.

## Leefwijze
Hoewel de dieren kunnen vliegen, geven ze er doorgaans de voorkeur aan om op de grond te blijven. Hun voedsel vinden ze op bosbodem en bestaat uit ongewervelde dieren zoals insecten en slakken maar ook wel kleine hagedissen

## Verspreiding en leefgebied
Steeres pitta is een endemische vogelsoort van de Filipijnen waar de vogel voorkwam op de eilanden Samar, Leyte, Bohol en Mindanao. De vogel was altijd al schaars en slechts plaatselijk aanwezig. Sinds 1980 komt de vogel nog slechts op drie plaatsen voor: in het Rajah Sikatuna National Park op het eiland Bohol en verder bij Bislig en Zamboanga op het eiland Mindanao.
Het leefgebied van Steeres pitta is laaglandregenbos en secondair bos met een opmerkelijke (maar nog niet verklaarde) habitatvoorkeur voor bodems met kalksteen en karstverschijnselen.
De soort telt twee ondersoorten:
- P. s. coelestis: Samar, Leyte en Bohol van de oostelijk-centrale Filipijnen.
- P. s. steerii: Mindanao van de zuidelijke Filipijnen.

## Status
Dit type leefgebied wordt bedreigd door uitgebreide ontbossingen en daarom is deze vogel een kwetsbare soort van de Rode Lijst van de IUCN.